# Mustoor, Bangarapet
Mustoor là một làng thuộc tehsil Bangarapet, huyện Kolar, bang Karnataka, Ấn Độ.